# Andilly (Val-d'Oise)
Pour les articles homonymes, voir Andilly.
Andilly est une commune française située dans le département du Val-d'Oise en région Île-de-France.

## Géographie

### Localisation

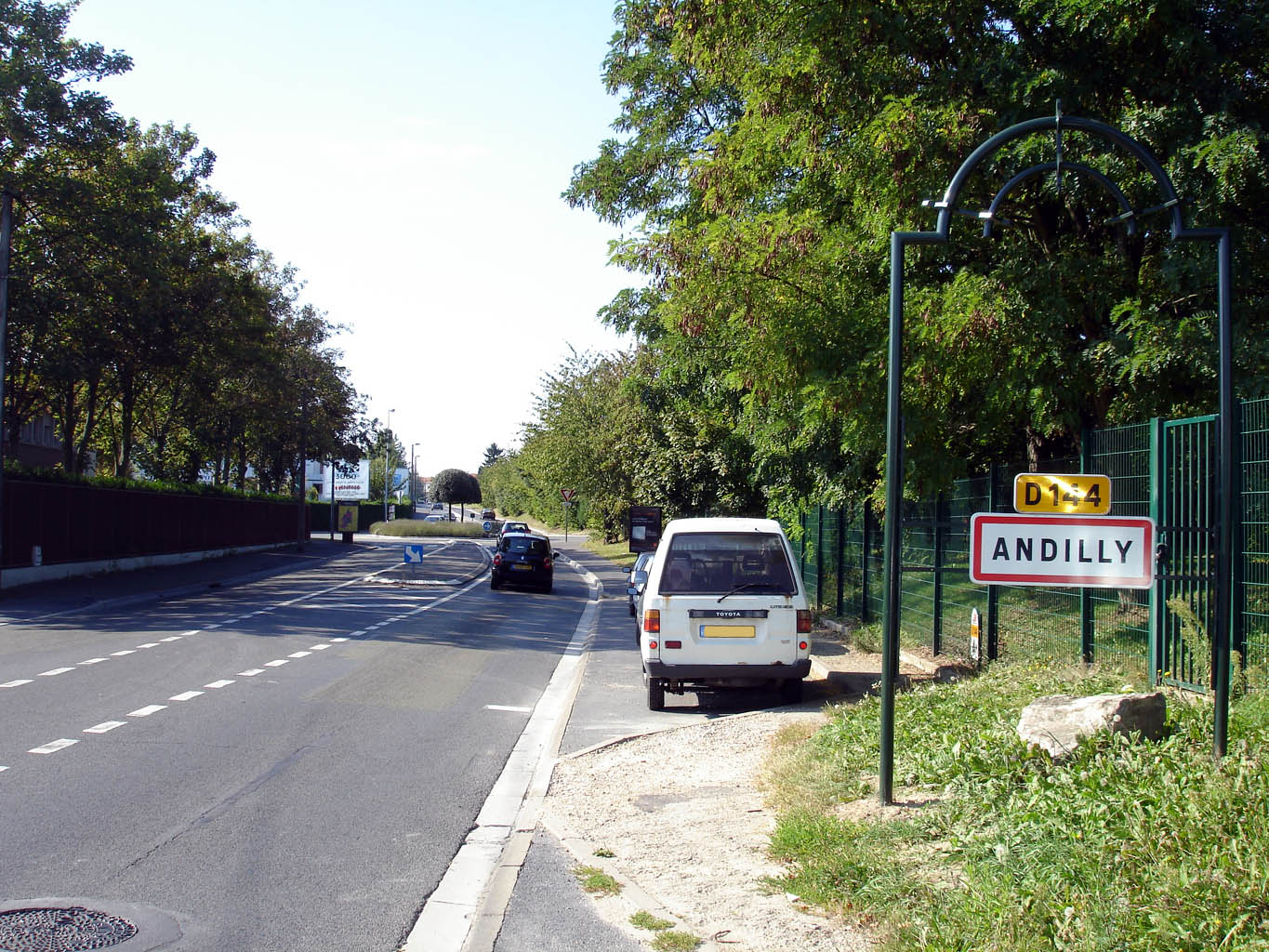
L'entrée d'Andilly sur la D 144.

La commune a gardé un aspect villageois, malgré sa proximité de Paris, dont le centre est à moins de 20 kilomètres au sud. Situé à flanc de coteau dominant la vallée de Montmorency et la capitale, le village est couronné par la forêt de Montmorency. Il est aussi à moins de 20 km à l'est du pôle de Cergy-Pontoise et également à moins de 20 km à l'ouest des pistes de l'aéroport de Paris-Charles-de-Gaulle.

### Communes limitrophes
La commune est limitrophe de Montmorency, Soisy-sous-Montmorency, Eaubonne, Margency et Montlignon.
| Montlignon | Domont   |                        |
|            | Andilly  | Montmorency            |
| Margency   | Eaubonne | Soisy-sous-Montmorency |

### Hydrographie
Le territoire communal est traversé par un petit cours d'eau : le ruisseau d'Andilly.
D'une longueur de 3,2 kilomètres, il naît au centre de la commune à hauteur du village et se jette dans le ru d'Enghien, affluent du lac d'Enghien puis de la Seine, après avoir traversé le sud de la commune et le territoire de Soisy-sous-Montmorency, en souterrain pour l'essentiel. Il alimente une petite pièce d'eau à la limite d'Andilly et Soisy.

### Voies de communication et transports
Les voies les plus importantes qui traversent la commune sont trois routes départementales.
La route départementale 144 relie Montmorency à Saint-Leu-la-Forêt. Elle traverse la partie méridionale de la commune et se poursuit vers l'ouest à travers Margency et le nord de la vallée de Montmorency.
La route départementale 109 relie Argenteuil à Soisy puis devient la D 109 prolongée jusqu'au nord d'Andilly sur le plateau des Champeaux où elle rejoint la D 124e, antenne de la route départementale 124 reliant Montmorency à Domont. La D 109p traverse la commune dans toute sa longueur du sud au nord, à partir de la limite avec Soisy-sous-Montmorency.
Ces différentes infrastructures terrestres ont un impact assez limité en termes de pollution sonore selon la réglementation. Les principales voies routières sont classées de catégorie 4, de niveau modéré, seule une section de la D 124 au nord, en zone non bâtie, est classée de catégorie 3, de nuisance moyenne. Le centre du village est hors classement, voyant transiter moins de cinq-mille véhicules par jour, seuil minimal de classification.
Aucune gare ne dessert la commune. Des lignes du réseau de bus de la Vallée de Montmorency permettent de relier la commune aux gares les plus proches : la ligne 1510 vers les gares du Champ de courses d'Enghien et d'Ermont - Eaubonne, la ligne 1511 vers les gares d'Enghien-les-Bains , d'Épinay-sur-Seine et la gare de Saint-Gratien, la ligne 1512 vers les gares de Domont, du Champ de courses d'Enghien et d'Ermont - Eaubonne, la ligne 1520 à vocation scolaire qui se dirige vers les villes de Montmorency et d'Attainville et la ligne 1527 vers les gares de Groslay, de Sarcelles - Saint-Brice et de Garges - Sarcelles.
La commune se situe dans l'axe des pistes de l'aéroport de Roissy-Charles-de-Gaulle, situé à une quinzaine de kilomètres à l'est, dont les avions en survol provoquent d'importantes nuisances acoustiques comme dans la quasi-totalité des communes du sud-est du Val-d'Oise.

### Climat
Pour des articles plus généraux, voir Climat de l'Île-de-France et Climat du Val-d'Oise.
En 2010, le climat de la commune est de type climat océanique dégradé des plaines du Centre et du Nord, selon une étude du CNRS s'appuyant sur une série de données couvrant la période 1971-2000. En 2020, Météo-France publie une typologie des climats de la France métropolitaine dans laquelle la commune est dans une zone de transition entre le climat océanique et le climat océanique altéré et est dans la région climatique Sud-ouest du bassin Parisien, caractérisée par une faible pluviométrie, notamment au printemps (120 à 150 mm) et un hiver froid (3,5 °C).
Pour la période 1971-2000, la température annuelle moyenne est de 10,9 °C, avec une amplitude thermique annuelle de 14,9 °C. Le cumul annuel moyen de précipitations est de 672 mm, avec 11,9 jours de précipitations en janvier et 7,8 jours en juillet. Pour la période 1991-2020, la température moyenne annuelle observée sur la station météorologique la plus proche, située sur la commune de Bonneuil-en-France à 11 km à vol d'oiseau, est de 12,1 °C et le cumul annuel moyen de précipitations est de 616,3 mm,. Pour l'avenir, les paramètres climatiques de la commune estimés pour 2050 selon différents scénarios d'émission de gaz à effet de serre sont consultables sur un site dédié publié par Météo-France en novembre 2022.

## Urbanisme

### Typologie
Au 1er janvier 2024, Andilly est catégorisée grand centre urbain, selon la nouvelle grille communale de densité à sept niveaux définie par l'Insee en 2022.
Elle appartient à l'unité urbaine de Paris, une agglomération inter-départementale regroupant 407  communes, dont elle est une commune de la banlieue,,. Par ailleurs la commune fait partie de l'aire d'attraction de Paris, dont elle est une commune du pôle principal,. Cette aire regroupe 1 929 communes,.

### Occupation des sols

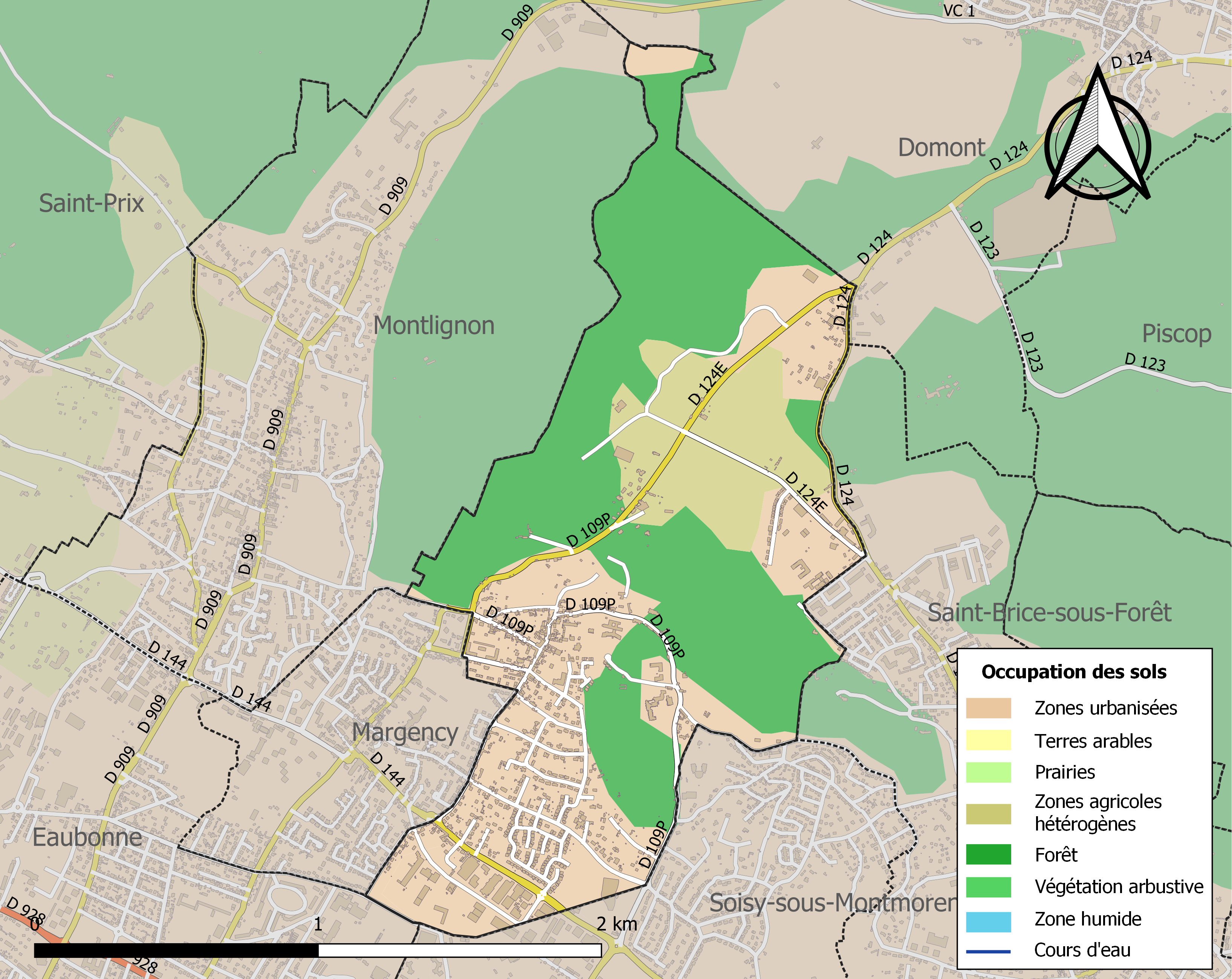
Carte des infrastructures et de l'occupation des sols de la commune en 2018 (CLC).

### Habitat et logement
En 2018, le nombre total de logements dans la commune était de 1 100, alors qu'il était de 1 065 en 2013 et de 900 en 2008.
Parmi ces logements, 82,3 % étaient des résidences principales, 11,7 % des résidences secondaires et 6,1 % des logements vacants. Ces logements étaient pour 56,7 % d'entre eux des maisons individuelles et pour 32,6 % des appartements.
Le tableau ci-dessous présente la typologie des logements à Andilly en 2018 en comparaison avec celle du Val-d'Oise et de la France entière. Une caractéristique marquante du parc de logements est ainsi une proportion de résidences secondaires et logements occasionnels (11,7 %) supérieure à celle du département (1,3 %) et à celle de la France entière (9,7 %). Concernant le statut d'occupation de ces logements, 64,7 % des habitants de la commune sont propriétaires de leur logement (65,6 % en 2013), contre 56 % pour le Val-d'Oise et 57,5 % pour la France entière.
| Typologie                                               | Andilly | Val-d'Oise | France entière |
| ------------------------------------------------------- | ------- | ---------- | -------------- |
| Résidences principales (en %)                           | 82,3    | 92,8       | 82,1           |
| Résidences secondaires et logements occasionnels (en %) | 11,7    | 1,3        | 9,7            |
| Logements vacants (en %)                                | 6,1     | 5,9        | 8,2            |

Andilly est une commune dont la population est particulièrement aisée, et aurait été, en 2008, la 22e commune de France des villes préférées des gros salaires. Contrairement aux dispositions de la loi relative à la solidarité et au renouvellement urbains, la commune ne dispose en 2015 que de 15,78 % de logements sociaux, et n'en a construit aucun durant la période 2011-2013. En conséquence, elle est astreinte au paiement d'une compensation de 65 000 euros pour l'année 2015.

## Toponymie
Le nom du village apparaît pour la première fois dans l'histoire sous la forme Andiliacum en 1174 dans un acte mentionnant le seigneur du lieu, Baudoin d'Andiliacum, Andeliacum en 1193, Andeli en 1125, Andilli en 1151.
Le nom d'Andilly provient peut-être de l'anthroponyme gallo-romain Andillius et du suffixe gallo-romain -acum qui signifie « domaine de »[réf. nécessaire]. Homonymie avec Andillac et peut-être aussi avec Andely.

## Histoire

### Moyen Âge
Il est fait mention d'Andilly, pour la première fois, en 1125 dans une charte qui indique : « Balduinus de Andeli meus est de feodo quod tenet apud Garges ». Le premier seigneur, connu, d'Andilly est donc Baudoin d'Andilly qui est suivi de Radulphus de Andeli  puis du chevalier Thibaud de Bruyères qui avait une seigneurie à Andilly.
En 1426, la terre appartient à Jean Fromont seigneur de Boissy, clerc du Roi en la chambre des comptes. Guillaume de Fromont lui succéde, puis Claude et Guillaume II qui se partagent le territoire. Claude de Fromont obtient Andilly-le-Haut et Guillaume II Andilly-le-Bas.

### Temps modernes
Le fief est acquis au XVIe siècle par Antoine Arnauld, avocat général au Parlement de Paris et docteur en théologie à la Sorbonne.
Son fils Robert Arnauld d'Andilly est un des fondateurs du jansénisme, persécuté par Louis XIV.

### Révolution française et Empire
Le village accueille sous la Restauration Mme de Duras, l'auteur d'« Ourika » et amie de Chateaubriand qu'elle héberge.

### Époque contemporaine
Le village, éloigné des grandes voies de communications et de toute gare, est resté agricole jusque dans les années 1960, période à laquelle il connait comme les villages voisins une urbanisation essentiellement pavillonnaire. Une zone d'activité, dite des « Cures », a été créée au sud de la commune, en limite de Soisy-sous-Montmorency.

## Politique et administration

### Rattachements administratifs et électoraux

#### Rattachements administratifs
Antérieurement à la loi du 10 juillet 1964, la commune faisait partie du département de Seine-et-Oise. La réorganisation de la région parisienne en 1964 fit que la commune appartient désormais au département du Val-d'Oise et à son arrondissement de Sarcelles, après un transfert administratif effectif au 1er janvier 1968.
La commune a fait partie de 1793 à 1967 du canton de Montmorency de Seine-et-Oise. Lors de la mise en place du Val-d'Oise, elle est intégrée en 1967 dans le nouveau canton de Soisy-sous-Montmorency. Dans le cadre du redécoupage cantonal de 2014 en France, cette circonscription administrative territoriale a disparu, et le canton n'est plus qu'une circonscription électorale.

#### Rattachements électoraux
Pour les élections départementales, la commune est  depuis 2014 à nouveau membre du canton de Montmorency, dont la composition est très différente de celui qu'il était autrefois.
Pour l'élection des députés, elle fait partie depuis 1986 de la sixième circonscription du Val-d'Oise.

### Intercommunalité
La commune faisait partie de la communauté d'agglomération de la vallée de Montmorency (CAVAM), un établissement public de coopération intercommunale (EPCI) à fiscalité propre créé en 2002 et auquel la commune avait transféré un certain nombre de ses compétences, dans les conditions déterminées par le code général des collectivités territoriales.
Dans le cadre de la mise en œuvre de la loi MAPAM du 27 janvier 2014, qui prévoit la généralisation de l'intercommunalité à l'ensemble des communes et la création d'intercommunalités de taille importante, cette intercommunalité fusionne avec sa voisine le 1er janvier 2017 pour former la communauté d'agglomération Plaine Vallée (CAPV), dont la commune est désormais membre.

## Équipements et services publics

### Eau et déchets
La commune est alimentée en eau par la station de traitement de Méry-sur-Oise, gérée par la société Veolia Environnement. L'eau potable à Montmorency est de très bonne qualité bactériologique, contenant peu de nitrates, étant peu fluorée et devenue relativement peu calcaire depuis la mise en place de la nanofiltration en 1999 à l'usine de distribution. L'eau distribuée est d'origine superficielle, provenant de la filtration des eaux de l'Oise,.

### Équipements sportifs
Un centre nautique a été construit en limite d'Andilly et de Soisy-sous-Montmorency. Il comprend trois bassins (un bassin de compétition de 25 m à 8 couloirs, un bassin de perfectionnement et un d'initiation et un « espace forme »). Les travaux ont été lancés en 2010. Le coût du bâtiment est évalué à 11,5 millions d'euros, et a été notamment financé dans le cadre d'un contrat de territoire passé avec l'État, le Département et la Région.
La mise en service de l'équipement a été réalisée mi-2011.

### Justice, sécurité, secours et défense
Andilly fait partie de la juridiction d’instance de Montmorency, et de grande instance ainsi que de commerce de Pontoise,.

## Population et société

### Démographie
L'évolution du nombre d'habitants est connue à travers les recensements de la population effectués dans la commune depuis 1793. Pour les communes de moins de 10 000 habitants, une enquête de recensement portant sur toute la population est réalisée tous les cinq ans, les populations de référence des années intermédiaires étant quant à elles estimées par interpolation ou extrapolation. Pour la commune, le premier recensement exhaustif entrant dans le cadre du nouveau dispositif a été réalisé en 2006.

En 2022, la commune comptait 2 691 habitants, en évolution de +3,34 % par rapport à 2016 (Val-d'Oise : +4 %, France hors Mayotte : +2,11 %).
| 1793 | 1800 | 1806 | 1821 | 1831 | 1836 | 1841 | 1846 | 1851 |
| ---- | ---- | ---- | ---- | ---- | ---- | ---- | ---- | ---- |
| 351  | 342  | 345  | 320  | 364  | 389  | 396  | 390  | 403  |

| 1856 | 1861 | 1866 | 1872 | 1876 | 1881 | 1886 | 1891 | 1896 |
| ---- | ---- | ---- | ---- | ---- | ---- | ---- | ---- | ---- |
| 412  | 447  | 477  | 507  | 685  | 663  | 647  | 654  | 633  |

| 1901 | 1906 | 1911 | 1921 | 1926 | 1931  | 1936 | 1946 | 1954  |
| ---- | ---- | ---- | ---- | ---- | ----- | ---- | ---- | ----- |
| 828  | 934  | 707  | 653  | 824  | 1 017 | 848  | 863  | 1 141 |

| 1962  | 1968  | 1975  | 1982  | 1990  | 1999  | 2006  | 2011  | 2016  |
| ----- | ----- | ----- | ----- | ----- | ----- | ----- | ----- | ----- |
| 1 277 | 1 519 | 1 652 | 1 589 | 2 116 | 2 013 | 2 402 | 2 520 | 2 604 |

| 2021  | 2022  | - | - | - | - | - | - | - |
| ----- | ----- | - | - | - | - | - | - | - |
| 2 697 | 2 691 | - | - | - | - | - | - | - |

## Économie
Une zone d'activités se situe au sud de la commune, à la limite de Soisy-sous-Montmorency et Eaubonne.
D'après le numéro de fin 2009 du magazine Capital, 5,6 % de contribuables au-dessus de 97 500 € de revenus annuels après abattement, avec des revenus annuels moyens de 292 407 € habiteraient Andilly, la plaçant à la vingt-deuxième place du palmarès national des villes préférées des gros salaires (établi d’après les statistiques de l’impôt sur le revenu 2008), derrière le XVIe arrondissement de Paris, Neuilly-sur-Seine, Le Vésinet, Ramatuelle, mais devant Saint-Tropez. La ville abriterait ainsi des professions libérales aisées et des chefs d'entreprises.

## Culture locale et patrimoine

### Lieux et monuments

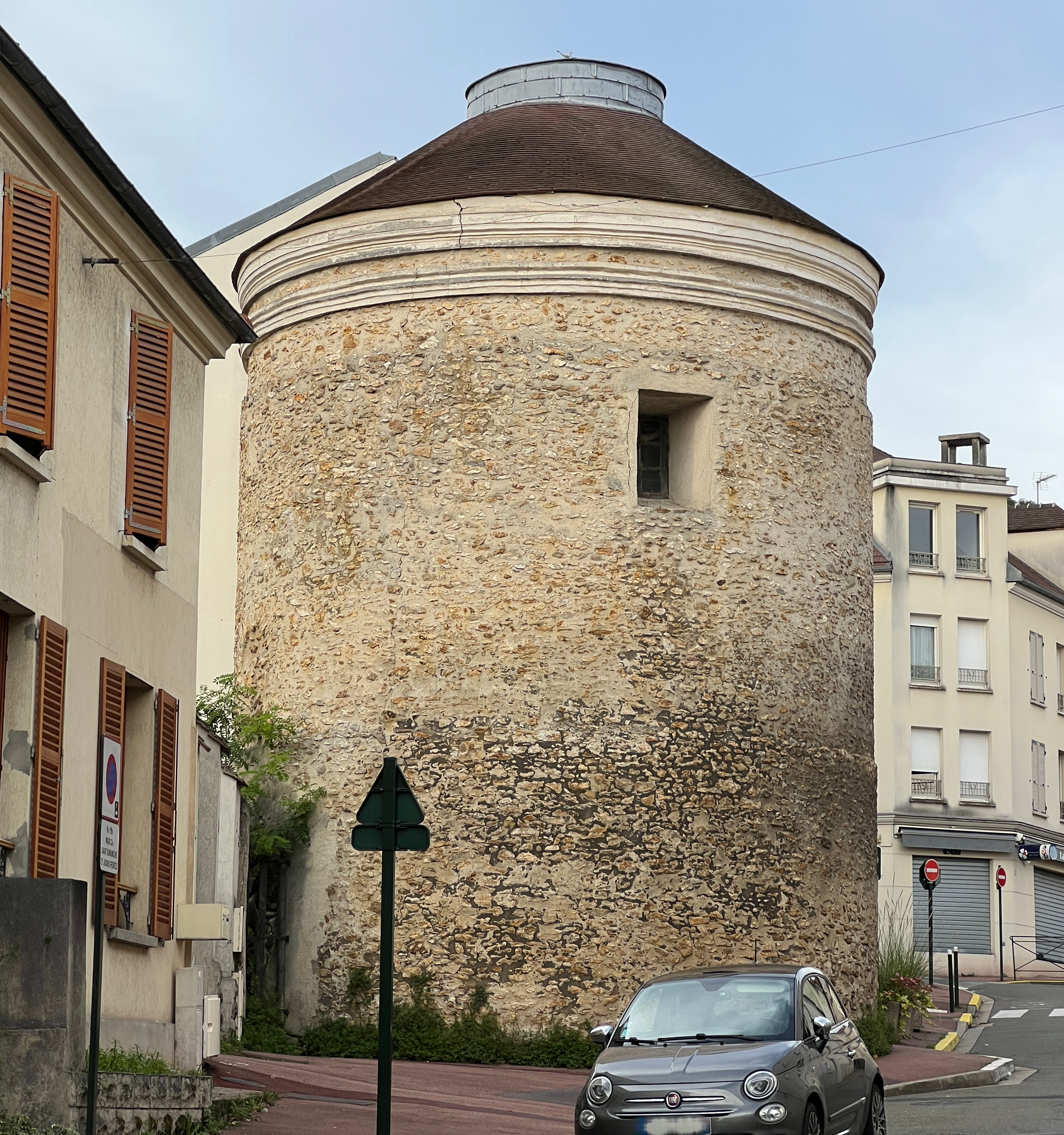
Colombier.
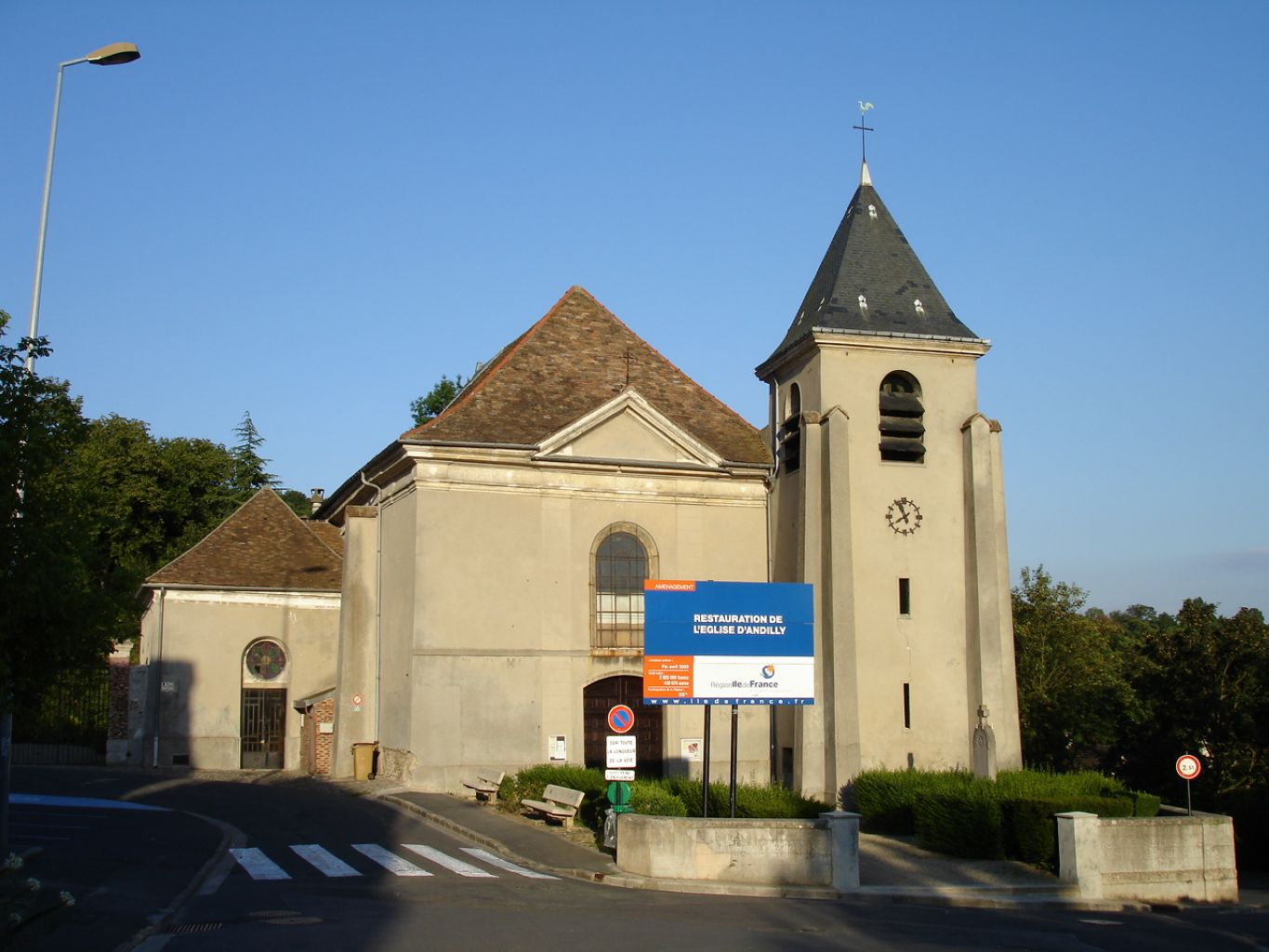
Église Saint-Médard.
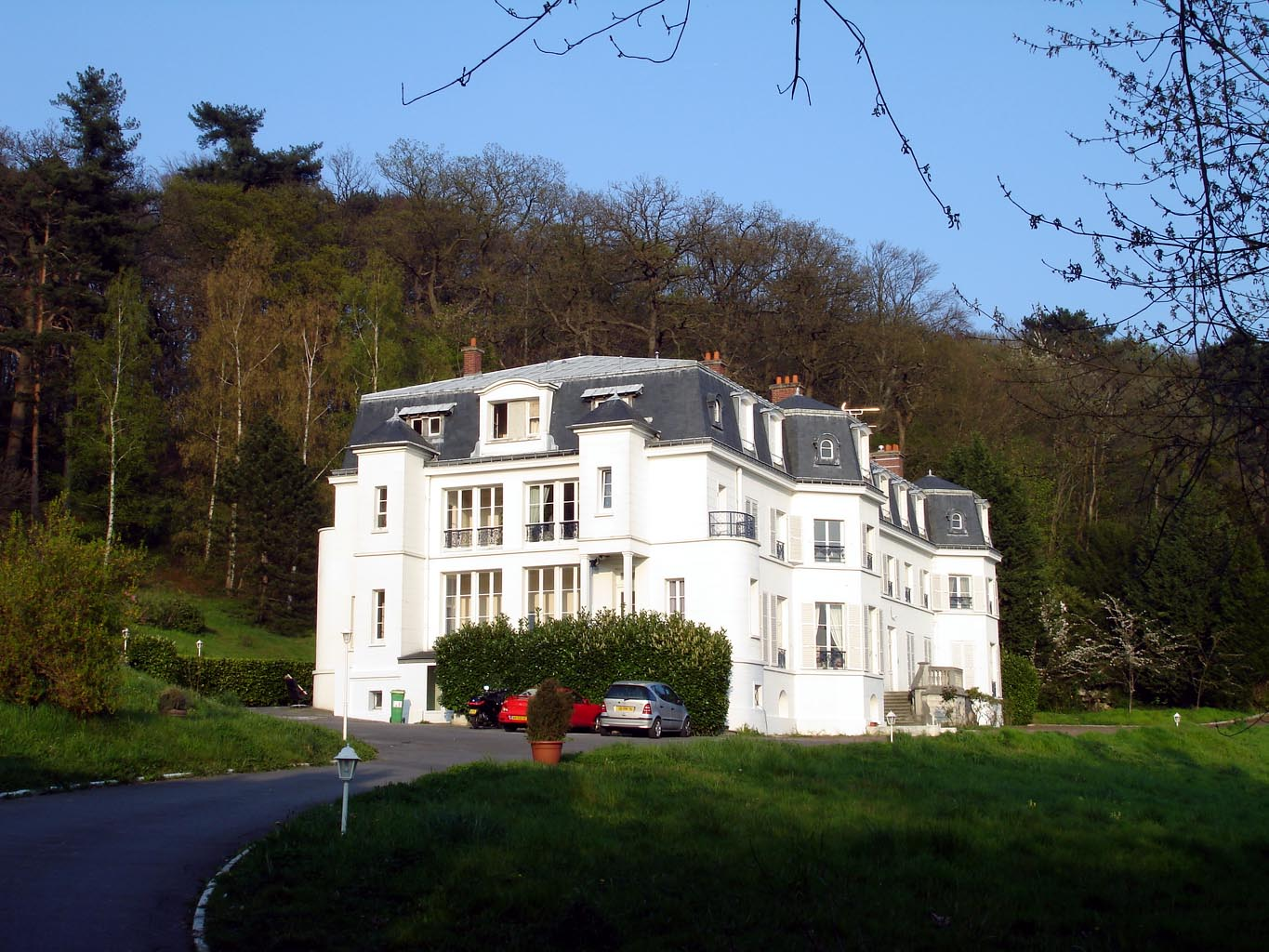
Château de Belmont.

Andilly compte un monument historique sur son territoire :
- Le Colombier, 7 rue Charles-de-Gaulle, il est inscrit monument historique par arrêté du 25 mai 1988[40]. Il représente le seul vestige du château de la famille Arnauld. De forme cylindrique, il comporte une colonne centrale en pierre. La paroi intérieure est divisée en niches à pigeons (ou boulins) en argile. Les façades sont dépourvues d'ornementations, à l'exception d'une double rangée de moulures toriques en haut du mur. Le toit en poivrière est couronné par un clocheton[41].

On peut également signaler :
- L'Église Saint-Médard, place Finot : Financée par le seigneur local, elle fut bâtie à partir de 1719 à l'emplacement d'un édifice antérieur du XVIe siècle. De style classique, elle est couverte d'un toit à deux croupes, avec un fronton triangulaire surmontant la partie centrale de la façade occidentale. Une baie plein cintre est percée au-dessus du portail en anse de panier. Le clocher-tour latéral se dresse devant l'angle sud-ouest de la façade. La nef est flanquée de deux collatéraux et se termine par un chœur en hémicycle. Un transept sous la forme de deux chapelles latérales se faisant face complète l'édifice. Il abrite une Vierge à l'Enfant du XVIIe siècle. La cloche en bronze date de 1783[41],[42].
- Le Château de Belmont, 4 rue Aristide-Briand : Il a été édifié à la fin du XVIe siècle et largement remanié depuis. Quand il sert de résidence à la duchesse de Duras entre 1817 et 1824, François-René de Chateaubriand y séjourne plusieurs fois. Ensuite, le château est vendu à Talleyrand, qui y installe sa nièce et maîtresse, Dorothée de Courlande. À la fin du XIXe siècle, le château est occupé par Jules Rostand, banquier, maire d'Andilly et parent d'Edmond Rostand. Ce n'est que par la suite que l'étage en comble brisé est ajouté[41]. Laissé à l'abandon pendant plus de six ans, il est devenu un hôtel de luxe, puis, récemment, a été restauré et transformé en appartements de standing, puis est devenu un centre de cures.
- Le château Rodocanachi, 1 rue Aristide-Briand—Histoire

Il est bâti par le banquier Pierre Rodocanachi dans la seconde moitié du  XIXe siècle. Vers 1877, le propriétaire entreprend d'importer d'Orient (Inde, Chine, Japon...) des espèces rares d'oiseaux, pour les faire se reproduire en France à grande échelle afin d'en fournir aux zoos français, en particulier au jardin zoologique du Bois de Boulogne devenu le Jardin d’acclimatation de Paris. Disposant d’un très grand parc arboré, il crée une faisanderie importante, aménagée « avec le plus grand soin, qu'il a peuplée des animaux les plus rares »,.

Le château est acheté en 1930 par la Compagnie d'électricité Ouest Lumière pour les salariés de cette entreprise (colonie de vacances, arbres de Noël). Pendant la Seconde Guerre mondiale, le château, compte tenu de ses dimensions et de sa situation avec vue sur Paris et la région parisienne, est réquisitionné par l'armée allemande en 1940 pour y installer une Kommandantur. En 1946, l'entreprise propriétaire Ouest Lumière intègre EDF - GDF au moment de la nationalisation des sociétés d'énergies, et le château devient en 1947 propriété de Gaz de France, d'où le nom couramment donné à l'édifice de Château du Gaz ; il est  géré par ses œuvres sociales pour accueillir des enfants orphelins, puis à partir de 1951 et jusqu'à la fin des années 1970 il devient maison de convalescence pour femmes employées et retraitées de Gaz de France,. Au début des années 1980, après concertation entre organismes sociaux et de lourds travaux correspondant aux standards d'accueil devenus plus contraignants, l'établissement devient en 1986 une maison médicalisée pour personnes âgées valides et en perte d’autonomie sous l'impulsion, entre autres, de Pierre Campagnac, président des CMCAS d’Ile-de-France. En 2005, cette institution devient un EHPAD.
 
--Architecture
 
Le style architectural du château avec alternance de la brique rouge et de la pierre de taille pour les chaînages et ornementations est caractéristique du Second Empire, mais le château se distingue par les deux pavillons polygonaux qui le flanquent à deux angles. L'un est couvert par une coupole.
- Le Fort de Montlignon, au nord-est du village, à cheval sur la commune d'Andilly : bâti entre 1874 et 1879 sous la direction du futur maréchal Joffre, il est destiné, avec les forts de Domont et de Montmorency, à assurer la défense nord de Paris, renforcée par la batterie de Blémur à Domont, en forêt de Montmorency. Eugène Villetel, entrepreneur à Montmorency, obtient le marché de la construction du fort. D'un coût de 2 439 546 francs, il peut abriter une garnison théorique 794 hommes[41]. Il est occupé aujourd'hui par le centre national de tir de la police nationale.

- La terrasse, route de la Croix-Blanche : ce terrain communal planté de châtaigniers centenaires offre un très beau panorama sur Paris et la banlieue Nord.
- Le plateau d'Andilly, d'une surface de 93 hectares et constitué d'anciennes carrières et briqueteries, est progressivement acquis par l'agence régionale des espaces verts d'Île-de-France afin d'empêcher son lotissement et maintenir son rôle d'espace naturel.

### Personnalités liées à la commune
- Robert Arnauld d'Andilly (1589-1674) obtient la seigneurie à son mariage en 1613. Il la revend mais en porte le nom toute sa vie.
- Claire Louisa Rose Bonne, duchesse de Duras (1777-1828), écrivaine, est propriétaire du château de Belmont entre 1817 et 1824.
- Dorothée de Courlande (1793-1862), la duchesse de Dino, habite le château de Belmont à partir de 1824, mis à sa disposition par Talleyrand.
- Talleyrand, Chateaubriand et Stendhal ont séjourné à Andilly.
- Jean Finot a résidé à Andilly. Son fils Louis-Jean né en 1898 en devient le maire en 1929 et le reste jusqu'à sa mort en 1957.
- Stendhal (1783-1842). Andilly représente un lieu privilégié dans l'œuvre et dans la vie de Stendhal. Il l'exprime clairement depuis son premier roman Armance[50] « Nous courrons ensemble les bois d'Andilly. Ils sont pour moi ce qu'il y a de mieux aux environs de Paris. »[51], jusqu'au vœu exprimé dans le livre Souvenirs d'égotisme écrit en 1832 et publié après sa mort : « Que de fois, balancé sur une barque solitaire par les ondes du lac de Côme, je me disais avec délices : Hic captabis frigus opacum ! Si je laisse de quoi faire cette tablette, je prie qu’on la place dans le cimetière d’Andilly, près Montmorency, exposée au levant. Mais surtout je désire n’avoir pas d’autre monument, rien de parisien, rien de vaudevillique, j’abhorre ce genre. »[52]. Et dans son  testament du 27 septembre 1837, Stendhal souhaite être inhumé à Andilly, mais laisse à son exécuteur testamentaire le choix du moins onéreux et ce sera le cimetière du Montparnasse à Paris[53]. Ce vœu d'une simple plaque au cimetière d'Andilly sera réalisé le 22 septembre 2012 grâce à la municipalité d'Andilly et son maire Daniel Fargeot[54],[55],[56].

### Héraldique
| Blason de Andilly | Blason  | D'azur au chevron d'or, accompagné en chef de deux palmes adossées du même et en pointe d'une montagne de six coupeaux aussi d'or. |
| Blason de Andilly | Détails | Le statut officiel du blason reste à déterminer.                                                                                   |

## Pour approfondir